# Craugastor campbelli
Espèce
Synonymes
- Eleutherodactylus campbelli Smith, 2005

Statut de conservation UICN

 DD  : Données insuffisantes
Craugastor campbelli est une espèce d'amphibiens de la famille des Craugastoridae.

## Répartition
Cette espèce est endémique du département d'Izabal au Guatemala. Elle se rencontre de 260 à 960 m dans les Montañas del Mico.

## Étymologie
Cette espèce est nommée en l'honneur de Jonathan Atwood Campbell.

## Publication originale
- Smith, 2005 : Two new species of Eleutherodactylus (Anura: Leptodactylidae) of the alfredi group from eastern Guatemala. Herpetologica, vol. 61, no 3, p. 286-295 (texte intégral).